# 김영혜
김영혜(金英惠, 1948년 10월 16일 ~ )은 대한민국의 기업인이다. 前 제일화재해상보험 이사장이다.
김영혜의 남편은 前 중앙정보부장 이후락의 차남이자 자유민주연합 특임위원을 거쳐 제일화재해상보험 회장을 역임한 이동훈이다.

## 가족 관계
대한민국 공군 장교 여군 중위 예편한 그녀는 남동생으로 한화그룹 회장 김승연과 국회의원 김호연이 있다.